# Emeryt Big-Beata, Jego Kobita i Wolny Najmita
Emeryt Big-Beata, Jego Kobita i Wolny Najmita – polski zespół folkowy, działający w pierwszej połowie lat 70. XX w. w Krakowie.

## Historia
Krakowski folk-singer Jerzy Wójcik (śpiew, gitara akustyczna, harmonijka ustna; wówczas student anglistyki UJ) prezentował jako solista swój dylanowski recital On the Road (ok. 10 utworów) m.in. w krakowskim klubie studenckim „Pod Ręką” (rolę konferansjera pełnił jego kolega ze studiów Andrzej Keyha). Po pewnym czasie zaczęła mu towarzyszyć jego żona Krystyna Swięcicka-Wójcik (śpiew; wówczas studentka anglistyki UJ) i Piotr Łopalewski (instrumenty strunowe) – ta trójka muzyków współpracowała też równolegle z zespołem Zdrój Jana. Wtedy też tercet przyjął dowcipną, wymyśloną na poczekaniu nazwę „Emeryt Big-Beata, Jego Kobita i Wolny Najmita”. Członkowie grupy samodzielnie organizowali niebiletowane koncerty, zaś po występie robili wśród publiczności dobrowolną zbiórkę do kapelusza. Piotr Łopalewski, będąc studentem sztuk plastycznych na ASP w Krakowie, ręcznie przygotowywał afisze niemal na każdy koncert. Zespół wykonywał anglojęzyczny repertuar, i w efekcie okazało się, że nie musi on zanosić tekstów do zatwierdzenia przez terenowy organ cenzury. Po obronie swoich prac dyplomowych, Wójcikowie wyjechali na ponad dwa lata do Londynu, co położyło kres istnieniu grupy. Po powrocie do kraju w 1978 roku założyli zespół bluegrassowy Little Ole Opry, którego trzon stanowili członkowie dawnego zespołu „Emeryt Big-Beata, Jego Kobita i Wolny Najmita”, tj. J. Wójcik, K. Święcicka-Wójcik i P. Łopalewski z którymi współpracowali kolejni byli członkowie Zdroju Jana, a więc: Jacek Ukleja i sporadycznie Marek Wilczyński. Można więc stwierdzić, że ze względu na trzon składu grupy i anglojęzyczny repertuar – genezy, czyli prapoczątków powstania Little Ole Opry należy szukać w działalności zespołu „Emeryt Big-Beata, Jego Kobita i Wolny Najmita”.